# Jörg Wunderlich
Jörg Wunderlich, född den 19 december 1939 i Berlin, är en tysk autodidakt araknolog som gjort stora insatser inom taxonomin, faunistiken och biogeografin för Makaronesiens spindlar.
Auktorsnamnet J.Wund. kan användas för Jörg Wunderlich i samband med ett vetenskapligt namn inom zoologin; se Wikipedia-artiklar som länkar till auktorsnamnet.